# Марулево
Марулево (болг. Марулево) — село в Благоевградской области Болгарии. Входит в состав общины Благоевград. Находится примерно в 6 км к юго-востоку от центра города Благоевград. По данным переписи населения 2011 года, в селе  проживало 43 человека, преобладающая национальность — болгары.

## Население
| Год     | 1934 | 1946 | 1956 | 1965 | 1975 | 1985 | 1992 | 2001 | 2011 |
| ------- | ---- | ---- | ---- | ---- | ---- | ---- | ---- | ---- | ---- |
| Жителей | 775  | 851  | 772  | 426  | 119  | 88   | 73   | 74   | 43   |

|  |